# Budapest Grand Prix 2002
Budapest Grand Prix 2002 — жіночий тенісний турнір, що проходив на відкритих кортах з ґрунтовим покриттям у Будапешті (Угорщина). Належав до турнірів 5-ї категорії в рамках Туру WTA 2002. Турнір відбувся увосьме і тривав з 15 до 21 квітня 2002 року. Несіяна Мартіна Мюллер здобула титул в одиночному розряді й отримала 16 тис. доларів США.

## Фінальна частина

### Одиночний розряд
Мартіна Мюллер —  Міріам Казанова 6–2, 3–6, 6–4
- Для Мюллер це був єдиний титул в одиночному розряді за кар'єру.

### Парний розряд
Кетрін Берклей /  Емілі Луа —  Олена Бовіна /  Жофія Губачі 4–6, 6–3, 6–3